# 엽록체 DNA

엽록체 DNA의 구조

엽록체 DNA(Chloroplast DNA, cpDNA)는 세포소기관인 엽록체의 스트로마(기질)에 존재하는 DNA이다. 엽록체는 이러한 독자적인 DNA와 소기관(리보솜 등)들을 가지고 있으므로 자체적으로 증식할 수 있다.

## 해독 사례
모감주나무 : 희귀식물에 속하는 모감주나무의 엽록체 DNA는 2017년 6월에 대한민국 정부에 의해서 세계 최초로 해독되어 유전자지도가 만들어졌다. 모감주나무 엽록체의 DNA 전체 길이는 163,258bp이고 총 131개의 유전자로 구성되어 있다는 것이 밝혀졌다.

## 활용
1. 식물학적 진화과정 추적이 가능해진다.[2]
2. 식물의 생존에 있어 광합성에 관한 정보를 얻을 수 있다.[2]
3. 해당하는 식물을 보존할 수 있게 해준다.[2]

## 같이 보기
- 미토콘드리아 DNA